# Чемпионат мира по водным видам спорта 1982
4-й чемпионат мира по водным видам спорта под эгидой Международной федерации плавания прошёл в Гуаякиле (Эквадор) с 29 июля по 8 августа 1982 года.

## Таблица медалей
| Место | Государство    | Золото | Серебро | Бронза | Всего |
| ----- | -------------- | ------ | ------- | ------ | ----- |
| 1     | США            | 13     | 11      | 10     | 34    |
| 2     | ГДР            | 12     | 9       | 5      | 26    |
| 3     | СССР           | 5      | 9       | 4      | 18    |
| 4     | Канада         | 3      | 3       | 1      | 7     |
| 5     | ФРГ            | 2      | 1       | 3      | 6     |
| 6     | Нидерланды     | 1      | 1       | 2      | 4     |
| 7     | Бразилия       | 1      | 0       | 0      | 1     |
| 8     | Венгрия        | 0      | 2       | 0      | 2     |
| 9     | Австралия      | 0      | 1       | 0      | 1     |
| 9     | Великобритания | 0      | 1       | 0      | 1     |
| 11    | Япония         | 0      | 0       | 3      | 3     |
| 11    | Швеция         | 0      | 0       | 3      | 3     |
| 13    | Китай          | 0      | 0       | 2      | 2     |
| 14    | Италия         | 0      | 0       | 1      | 1     |
| 14    | Румыния        | 0      | 0       | 1      | 1     |
| 14    | Югославия      | 0      | 0       | 1      | 1     |
| Итого | Итого          | 37     | 38      | 36     | 111   |

## Плавание

### Мужчины
| Дистанция               | Золото                                                                   | Серебро                                                                                   | Бронза                                                                        |
| ----------------------- | ------------------------------------------------------------------------ | ----------------------------------------------------------------------------------------- | ----------------------------------------------------------------------------- |
| 100 м в/с               | Йорг Войте · ГДР · 50,18CR                                               | Роуди Гейнс · США · 50,21                                                                 | Пер Юханссон · Швеция · 50,25                                                 |
| 200 м в/с               | Михаэль Гросс ФРГ 1.49,84CR                                              | Роуди Гейнс · США · 1.49,92                                                               | Йорг Войте · ГДР · 1.50,71                                                    |
| 400 м в/с               | Владимир Сальников · СССР · 3.51,30CR                                    | Святослав Семёнов · СССР · 3.51,43                                                        | Свен Лодзиевски · ГДР · 3.51,84                                               |
| 1500 м в/с              | Владимир Сальников · СССР · 15.01,77CR                                   | Святослав Семёнов · СССР · 15.05,54                                                       | Дарьян Петрич · Югославия · 15.10,20                                          |
| 100 м спина             | Дирк Рихтер · ГДР · 55,95CR                                              | Рик Кэри · США · 56,04                                                                    | Владимир Шеметов · СССР · 56,42                                               |
| 200 м спина             | Рик Кэри · США · 2.00,82CR                                               | Шандор Владар · Венгрия · 2.01,31                                                         | Франк Балтруш · ГДР · 2.01,51                                                 |
| 100 м брасс             | Стив Лундквист · США · 1.02,75CR                                         | Виктор Дэвис · Канада · 1.02,82                                                           | Джон Моффет · США · 1.03,13                                                   |
| 200 м брасс             | Виктор Дэвис · Канада · 2.14,77WR                                        | Робертас Жулпа · СССР · 2.16,68                                                           | Джон Моффет · США · 2.18,54                                                   |
| 100 м баттерфляй        | Мэтт Гриббл · США · 53,88CR                                              | Михаэль Гросс ФРГ 54,26                                                                   | Бенгт Барон · Швеция · 54,47                                                  |
| 200 м баттерфляй        | Михаэль Гросс ФРГ 1.58,85CR                                              | Сергей Фесенко · СССР · 1.59,91                                                           | Крэйг Бирдсли · США · 2.00,08                                                 |
| 200 м комплекс          | Александр Сидоренко · СССР · 2.03,30CR                                   | Билл Барретт · США · 2.03,49                                                              | Джованни Франчески · Италия · 2.04,65                                         |
| 400 м комплекс          | Рикардо Прадо Бразилия 4.19,78WR                                         | Йенс-Петер Берндт · ГДР · 4.23,02                                                         | Сергей Фесенко · СССР · 4.23,29                                               |
| 4×100 м в/с             | США · Крис Кавано · Робин Лими · Дэвид Маккэгг · Роуди Гейнс · 3.19,26WR | СССР · Сергей Красюк · Алексей Филонов · Сергей Смирягин · Алексей Марковский · 3.21,78   | Швеция · Пер Юханссон · Бенгт Барон · Пер Хольмерц · Пелле Викстрём · 3.22,15 |
| 4×200 м в/с             | США · Рик Сэгер · Джефф Флоат · Кайл Миллер · Роуди Гейнс · 7.21,09      | СССР · Владимир Шеметов · Ивар Стуколкин · Владимир Сальников · Алексей Филонов · 7.24,91 | ФРГ Андреас Шмидт Дирк Кортальс Райнер Хенкель Михаэль Гросс 7.25,46          |
| 4×100 м комбинированная | США · Рик Кэри · Стив Лундквист · Мэтт Гриббл · Роуди Гейнс · 3.40,84WR  | СССР · Владимир Шеметов · Юрий Кис · Алексей Марковский · Сергей Смирягин · 3.42,86       | ФРГ Штефан Петер Геральд Мёркен Михаэль Гросс Андреас Шмидт 3.44,78           |

### Женщины
| Дистанция               | Золото                                                                          | Серебро                                                                   | Бронза                                                                                         |
| ----------------------- | ------------------------------------------------------------------------------- | ------------------------------------------------------------------------- | ---------------------------------------------------------------------------------------------- |
| 100 м в/с               | Биргит Майнеке · ГДР · 55,79                                                    | Аннемари Верстаппен · Нидерланды · 55,87                                  | Джилл Стеркел · США · 56,27                                                                    |
| 200 м в/с               | Аннемари Верстаппен · Нидерланды · 1.59,53                                      | Биргит Майнеке · ГДР · 2.00,67                                            | Аннелиз Мас · Нидерланды · 2.00,84                                                             |
| 400 м в/с               | Кармела Шмидт · ГДР · 4.08,98                                                   | Петра Шнайдер · ГДР · 4.10,08                                             | Тиффани Коэн · США · 4.11,85                                                                   |
| 800 м в/с               | Ким Лайнхэн · США · 8.27,48                                                     | Джекки Уилмотт · Великобритания · 8.32,61                                 | Кармела Шмидт · ГДР · 8.33,67                                                                  |
| 100 м спина             | Кристин Отто · ГДР · 1.01,30CR                                                  | Ина Клебер · ГДР · 1.01,47                                                | Сью Уолш · США · 1.02,86                                                                       |
| 200 м спина             | Корнелия Зирх · ГДР · 2.09,91 WR                                                | Джорджина Паркс · Австралия · 2.14,98                                     | Кармен Буначиу Румыния 2.15,40                                                                 |
| 100 м брасс             | Уте Гевенигер · ГДР · 1.09,14 CR                                                | Энн Оттенбрайт · Канада · Ким Роденбау · США · 1.11,03                    |                                                                                                |
| 200 м брасс             | Светлана Варганова · СССР · 2.28,82 CR                                          | Уте Гевенигер · ГДР · 2.29,71                                             | Энн Оттенбрайт · Канада · 2.33,05                                                              |
| 100 м баттерфляй        | Мэри Т. Мигер · США · 59,41CR                                                   | Инес Гейсслер · ГДР · 1.00,36                                             | Мелани Баддмейер · США · 1.00,40                                                               |
| 200 м баттерфляй        | Инес Гейсслер · ГДР · 2.08,66 CR                                                | Мэри Т. Мигер · США · 2.09,76                                             | Хайке Дене · ГДР · 2.10,29                                                                     |
| 200 м комплекс          | Петра Шнайдер · ГДР · 2.11,79 CR                                                | Уте Гевенигер · ГДР · 2.13,38                                             | Трейси Колкинс · США · 2.15,91                                                                 |
| 400 м комплекс          | Петра Шнайдер · ГДР · 4.36,10 WR                                                | Катлин Норд · ГДР · 4.43,51                                               | Трейси Колкинс · США · 4.44,64                                                                 |
| 4×100 м в/с             | ГДР · Биргит Майнеке · Сюзанна Линк · Кристин Отто · Карен Метчук · 3.43,97     | США · Сюзан Хабернигг · Кати Трейбл · Бет Уошут · Джилл Стеркел · 3.45,76 | Нидерланды · Аннемари Верстаппен · Аннелиз Мас · Вилма ван Велсен · Конни ван Бентум · 3.49,59 |
| 4×100 м комбинированная | ГДР · Кристин Отто · Уте Гевенигер · Инес Гейсслер · Биргит Майнеке · 4.05,88WR | США · Сью Уэлш · Ким Роденбау · Мэри Т. Мигер · Джилл Стеркел · 4.08,12   | СССР · Лариса Горчакова · Светлана Варганова · Наталия Покас · Ирина Герасимова · 4.12,36      |

WR — рекорд мира; CR — рекорд чемпионатов мира

## Синхронное плавание
| Дисциплина | Золото                                          | Серебро                                   | Бронза                                          |
| Соло       | Трейси Руиз · США · 192,300                     | Келли Кризка · Канада · 188,983           | Мивако Мотоёси · Япония · 181,600               |
| Дуэт       | Шэрон Хэмбрук · Келли Кризка · Канада · 190,541 | Кэнди Кости · Трейси Руиз · США · 188,650 | Икуко Абэ · Масако Фудзивара · Япония · 181,900 |
| Группа     | Канада · 188,258                                | США · 186,832                             | Япония · 182,050                                |

## Прыжки в воду

### Мужчины
| Дисциплина   | Золото                      | Серебро                          | Бронза                            |
| Трамплин 3 м | Грег Луганис · США · 752,67 | Сергей Кузьмин · СССР · 636,15   | Александр Портнов · СССР · 631,56 |
| Вышка 10 м   | Грег Луганис · США · 634,26 | Владимир Алейник · СССР · 629,85 | Брюс Кимболл · США · 619,68       |

### Женщины
| Дисциплина   | Золото                      | Серебро                        | Бронза                         |
| Трамплин 3 м | Меган Нейер · США · 501,03  | Кристина Сюферт · США · 490,02 | Пэн Юаньчуань · Китай · 482,10 |
| Вышка 10 м   | Венди Виланд · США · 438,78 | Рамона Венцель · ГДР · 417,99  | Чжоу Цзихун · Китай · 399,78   |

## Водное поло
| Золото | Серебро | Бронза |
| СССР · Владимир Акимов · Алексей Вдовин · Михаил Иванов · Александр Кабанов · Александр Клейменов · Сергей Котенко · Нурлан Мендыгалиев · Георгий Мшвениерадзе · Николай Смирнов · Эркин Шагаев · Евгений Шаронов | Венгрия · Ласло Борш · Имре Будавари · Янош Варга · Дьёрдь Герендаш · Дьёрдь Кенез · Иштван Киш · Ласло Кунц · Шандор Тот · Дьёрдь Хоркаи · Габор Чапо · Тибор Червеняк · Габор Шмидт · Аттила Шудар | ФРГ Гюнтер Килиан Томас Лёбб Вернер Обшерникат Райнер Оссельман Франк Отто Петер Рёле Роланд Фройнд Райнер Хоппе Юрген Шрёдер Хаген Штамм |